# عبدالرحمن پنجم
عبدالرحمن المستظهر بالله (عربی: عبد الرحمن بن هشام المستظهر بالله، آوانگاری: ʿAbd ar-Raḥmān ibn Hishām al-Mustaẓhir bi-llāh) یکی از خلفای اموی حاکم بر خلافت قرطبه در اندلس بود.